# Дафф, Стюарт Макларен
Стю́арт Макла́рен Да́фф (23 января 1982, Абердин, Шотландия) — шотландский футболист. Играет на позиции центрального полузащитника, также может сыграть в роли опорного полузащитника.

## Карьера

### Клубная
Стюарт Дафф родился 23 февраля 1982 года в Абердине. В 1998 году вошёл в молодёжную структуру «Данди Юнайтед». В декабре 1999 года под руководством Алекса Смита дебютировал в главной команде в игре против «Килмарнока». В течение сезона отыграл 9 матчей и стал лучшим молодым игроком апреля. Следующий сезон стал для него едва не лучшим в карьере, сыграв 34 матча в чемпионате он был основным игроком и одним из лучших полузащитников клуба. В 2002 году был вызван в стан молодёжной сборной Шотландии, которая едва не квалифицировалась на ЧЕ-2004 среди игроков не старше 21 года, проиграв сборной Хорватии в плей-офф. В 2005 году стал финалистом кубка Шотландии, его команда проиграла «Селтику» на последних минутах встречи. Несмотря на постоянную смену главных тренеров Стююарт Дафф всегда оставался основным игроком клуба.
В январе у Даффа заканчивается контракт с «Данди» и он перебирается в «Абердин». Сыграв небольшое количество матчей за клуб, был арендован «Инвернесс Каледониан Тисл». После окончания сезона официально стал игрокм этого клуба. В течение сезона Дафф являлся основным центральным защитником команды. После окончания контракта не стал продлевать соглашение и перешёл в скромный «Эр Юнайтед». В 2011 году отыграл всего 3 игры и присоединился к мальтийской команде «Корми».
В феврале 2012 года принял предложение из Казахстана и подписал контракт с алма-атинским «Кайратом». Выбрав себе 21 номер, дебютировал 10 марта в игре против костанайского «Тобола». 8 апреля открыл счет своим голам, отличившись в домашней игре с Сункаром.

## Личная жизнь
Дафф большой любитель рыбалки и гольфа.

## Достижения
- Финалист Кубка Шотландии: 2004/2005.